# Comportement passif-agressif
 Mise en garde médicale
Un comportement passif-agressif est un ensemble d'attitudes dites passives qui expriment indirectement une hostilité cachée qui n'est pas assumée ouvertement ou qui demeure inconsciente pour le sujet. 
D'abord décrit comme un trouble comportemental, il fut retiré du DSM-IV par manque de précision. 
Ce trouble comportemental couvre un spectre nébuleux de symptômes corrélés à des attitudes comme la rancune, la frustration, le malaise relationnel… 
Les attitudes passives consistent en diverses formes de résistance, d'impuissance apparente ou d'évitement dans les activités et relations interpersonnelles.

## Comportements et signes
Selon les théories issues des courants post-freudiens, il s'agit d'un mécanisme de défense qui, le plus souvent, n'est que partiellement conscient. Une personnalité passive-agressive n'exprime extérieurement son agressivité qu'à travers une façade passive. Par exemple, ce type de personnalité exprime la colère principalement de manière subtile, par des insinuations ou des comportements non verbaux, souvent niés si ces comportements sont explicités par le sujet qui les subit.
Les signes habituels des comportements passifs-agressifs sont :
- ambiguïté ou phrasé chiffré ;
- ne pas exprimer l'hostilité ou la colère ouvertement ;
- refus de l'autorité ;
- éviter la compétition ;
- inefficacité intentionnelle ;
- tendance à vouloir créer des situations chaotiques ;
- inventer des excuses ;
- mensonge ;
- obstructionnisme ;
- procrastination ;
- ressentiment ;
- résistance aux suggestions des autres ;
- sarcasme ;
- entêtement ;
- morosité.

Une personnalité passive-agressive peut ne pas posséder toutes ces caractéristiques, et peut en posséder d'autres qui ne sont pas passives-agressives.

## Causes
D'après la psychologue Isabelle Levert, le comportement passif-agressif est généralement dû à des blessures subies pendant l'enfance, de l'ordre du deuil, d'un parent tyrannique ou d'un environnement qui place trop de responsabilités sur les épaules d'un enfant. Cette souffrance serait à l'origine d'un mécanisme de défense envers tous ceux que le sujet considère, à l'âge adulte, comme agressifs ou comme des figures d'autorité.

## Trouble de la personnalité
Mise en garde médicale
La qualification de  ces comportements, initialement décrits aux États-Unis chez les soldats de la Seconde Guerre mondiale comme trouble de la personnalité, est cependant controversée. La désignation a été retirée du DSM-IV, et portée à son appendice B, dans l'attente de recherches approfondies.
En France, le trouble de la personnalité passive-agressive est considéré comme un trouble de la personnalité s'exprimant par une humeur labile, une intolérance aux changements et une difficulté à établir des relations sociales.
Néanmoins, de nombreux auteurs ne considèrent pas les comportements passifs-agressifs comme une pathologie à part entière, mais comme un symptôme que l'on retrouve dans diverses pathologies telles que la psychopathie, les psychoses ou encore certains troubles de la personnalité (paranoïaque, dépendante ou borderline). Ils sont souvent le signe d'une immaturité comportementale. D'autres spécialistes affirment cependant qu'il s'agirait d'un handicap.

## Origine
L'expression « passif-agressif » a d'abord été utilisée dans l'armée américaine pendant la Seconde Guerre mondiale,,, lorsque des psychiatres militaires remarquèrent le comportement de résistance passive ou d'obéissance réticente de certains soldats aux ordres donnés.

#### En anglais
- Passive-Aggressive Personality Disorder - Health Library
- Recovery from Passive Aggressive sur Dr. Irene's Verbal Abuse Site
- Skeptical/Negativistic Personality - Theodore Millon
- The Passive-Aggressive Organization - Article de la Harvard Business Review, 1er octobre 2005.
- What is "passive-aggressive?", The Straight Dope.com
- Passive Aggressive Notes, Passive Aggressive Notes

#### En français
- www.la-psychologie.com Le passif-agressif et sa compagne